# Neath Rugby Football Club
Maillots
Neath Rugby Football Club est un club semi-professionnel gallois de rugby à XV fondée en 1871, la plus ancienne du rugby gallois. Les couleurs de l'équipe sont toutes noires, aussi s'appellent-ils les All Blacks gallois. Ils portent juste une croix de Malte blanche comme emblème. Leur stade est The Gnoll à  Neath.   
Neath RFC est en 1881 l'un des onze clubs fondateurs de la Fédération galloise de rugby à XV.
Pour continuer à connaître le haut niveau, Neath RFC et le Swansea Rugby Football Club se sont unis pour former les Neath-Swansea Ospreys en 2003, mais chacun des clubs existe toujours et joue dans le championnat semi-professionnel gallois appelé Welsh Premiership.

## Palmarès
- Celtic League :
  - Vice-champion (1) : 2003.
- Championnat du pays de Galles :
  - Champion (non officiel) (10) : 1910, 1911, 1929, 1934, 1935, 1947, 1967, 1987, 1989 et 1990.
  - Champion (7) : 1991, 1996, 2005, 2006, 2007, 2008 et 2010.
- Coupe du pays de Galles :
  - Vainqueur (6) : 1972, 1989, 1990, 2004, 2008 et 2009.
  - Finaliste (6) : 1984, 1988, 1993, 1996, 2001 et 2006.

### Stade The Gnoll

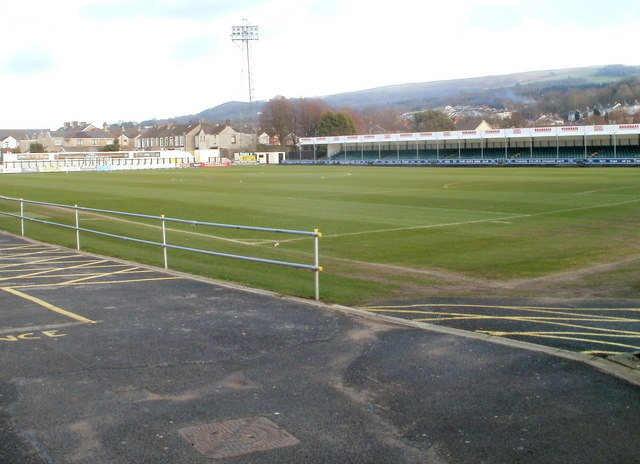
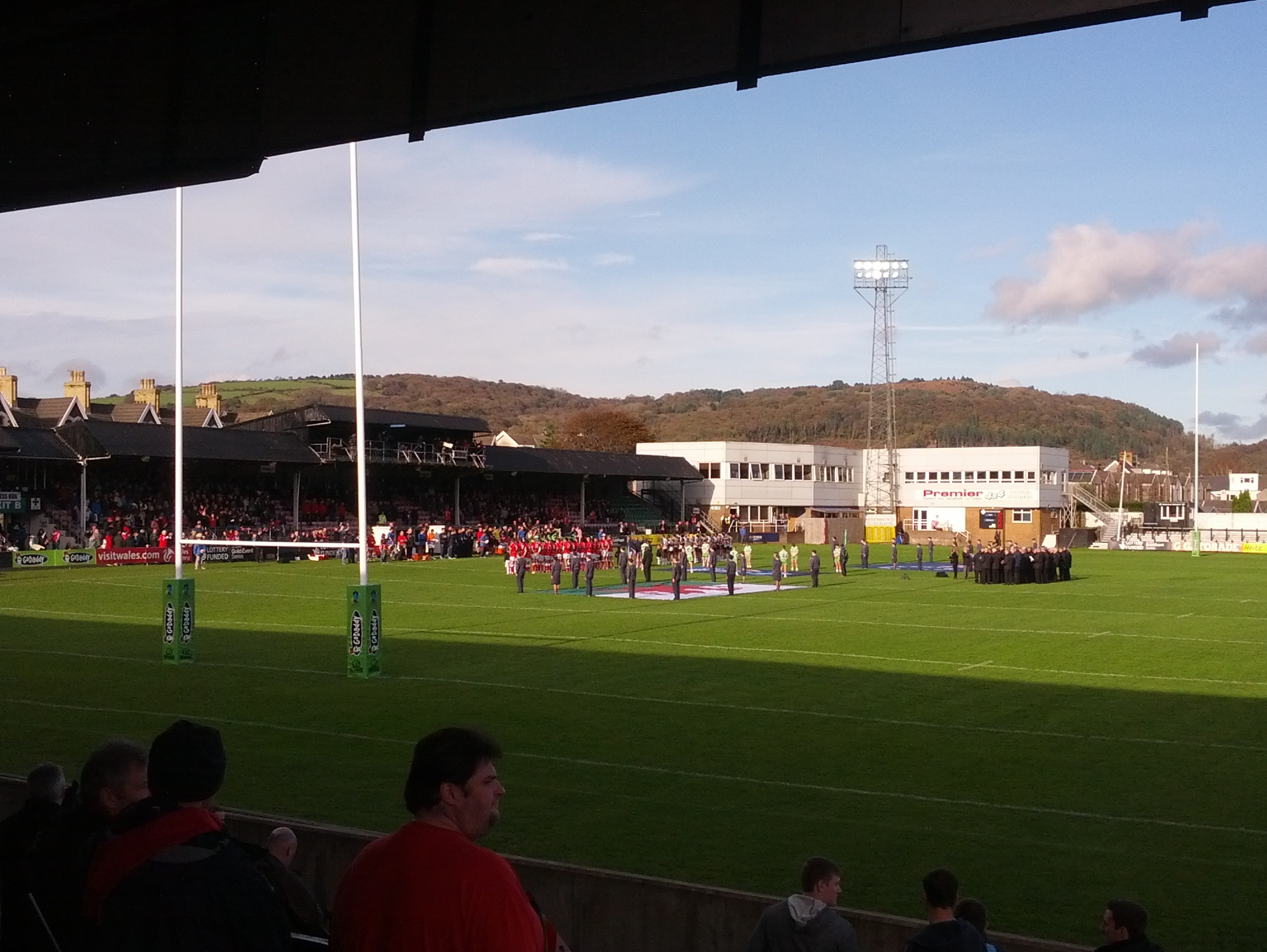

## Joueurs célèbres
- Andrew Bishop
- Billy Boston
- Jonathan Davies
- Scott Gibbs
- Leigh Halfpenny
- Adam Jones
- Lewis Jones
- Gareth Llewellyn
- Darren Morris
- David Pickering (en)
- Rees Stephens
- Brian Thomas
- Paul Thorburn
- Bleddyn Williams
- Brian Williams
- Shane Williams